# Sebastián Pérez
Sebastián Pérez – argentyński zapaśnik walczący w obu stylach. Zajął dziewiąte miejsce na mistrzostwach panamerykańskich w 2012. Złoty medalista mistrzostw Ameryki Południowej w 2011 i brązowy w 2009 roku.